# 요코타 마스오
요코타 마스오(일본어: 横田 増生, 1965년~)는 일본의 저널리스트이다.

## 생애
1965년에 일본 후쿠오카현에서 태어났다.
미국 50개주에서 청취 조사를 진행하며 저술한 《미국 ‘대일 감정’ 기행》(일본어: アメリカ「対日感情」紀行)으로 데뷔하였다.
대기업에 대한 잠임 취재를 위주로 저널리즘 활동을 해왔다. 장시간 노동 및 서비스 잔업 등 가혹한 노동환경과 동족 경영의 실태를 독자적으로 취재하여 폭로한 《유니클로 제국의 빛과 그림자》(일본어: ユニクロ帝国の光と影)는 출판 후 2개월 동안 3만 부 넘게 판매되었으며, 패스트리테일링과 자회사인 유니클로가 《문예춘추》에 대해 명예훼손 소송을 제기하면서 한층 더 주목을 끌었다.
재판은 유니클로 측의 전면 패소로 종료되었으나, 사장 야나이 다다시가 유니클로에서 실제로 일해보라는 취지로 발언한 것을 계기로, 2015년 10월부터 유니클로에서 실제로 일하며 약 1년 간 잠입 취재를 진행하였다. 잠입 취재에 앞서 아내의 호적으로 들어가는 형태로 호적상의 성씨를 변경했기 때문에, 요코타 마스오는 한때 필명이 되었다. 이후, 미국에서의 취재 허가를 취득하기 위해 과거 경력과 저자명을 일치시킬 필요가 생겨 요코타 마스오를 본명으로 복구했다.
2020년에 《잠입 르포 아마존 제국》(일본어: 潜入ルポamazon帝国)으로 제19회 신초 도큐먼트상을, 2022년에는 《‘트럼프 신자’ 잠입 1년: 내 눈 앞에서 민주주의가 죽었다》(일본어: 「トランプ信者」潜入一年 私の目の前で民主主義が死んだ)로 제9회 야마모토 미카 기념 국제 저널리스트상을 수상했다.